# Tōshōdai-ji
Tōshōdai-ji (唐招提寺) es un templo budista de la secta Ritsu en la ciudad de Nara, Prefectura de Nara, Japón. El Salón Dorado Clásico, salón principal, también conocido como la Sala Kondo, tiene una fachada con techo en forma de teja con ocho columnas tiene una historia singular relacionada con la Ruta de la Seda. Es considerado el arquetipo del estilo clásico. 
Fue fundado por un sacerdote chino Han llamado Ganjin durante el periodo Nara en el año 759 de nuestra era. Ganjin era un monje chino ciego, contratado por los poderosos nuevos clanes, para viajar en busca de financiación de la aristocracia.  
Tōshōdai-ji, junto a otros edificios, fueron declarados por la Unesco Patrimonio de la Humanidad como parte de los "Monumentos históricos de la antigua Nara" en 1998.